# Josef Bruckmayer
Josef Bruckmayer (* 3. Februar 1896 in Altötting; † 28. April 1945 ebenda) war ein deutscher römisch-katholischer Mühlenbesitzer und Märtyrer.

## Leben
Josef Bruckmayer war zusammen mit Monsignore Adalbert Vogl, Josef Kehrer, Hans Riehl, Ludwig Schön, Martin Seidel, Josef Stegmair, Max Storfinger und Adam Wehnert am 28. April 1945 Opfer der zu den Endphaseverbrechen zählenden Bürgermorde von Altötting. Im Moment des Heranrückens der US-Truppen hatten sie versucht, ihre Heimatstadt von der NS-Herrschaft zu befreien, um damit eine Zerstörung zu verhindern.
Seidel, Bruckmayer, Wehnert, Vogl und Riehl wurden von SS-Leuten um etwa 15:30 Uhr im Hof des damaligen Landratsamtes in Altötting erschossen.

## Gedenken
Die deutsche Römisch-katholische Kirche hat Josef Bruckmayer als Märtyrer aus der Zeit des Nationalsozialismus in das deutsche Martyrologium des 20. Jahrhunderts aufgenommen.